# Raphaël Basch
Pour les articles homonymes, voir Basch.
Raphaël Basch, né à Prague — alors dans l'Empire austro-hongrois — en 1813 et mort à Paris 14e le 22 janvier 1907, est un écrivain, homme politique et journaliste français.
Il est le père de Victor Basch, né en 1863 à Budapest.

## Biographie
Lors du Printemps des peuples, il prend une part active à l'insurrection viennoise d'octobre 1848. Il occupe ensuite un certain nombre de postes d'importance à Vienne et à Berlin.
À partir de 1875, il est correspondant de presse à Paris, pour le compte de différents journaux germanophones, dont le Neue Freie Presse. Il se retire de la vie publique après 1883 et demeure dans la capitale française.
Fanny Françoise Weissweiler, son épouse et la mère de Victor, se suicide en 1876, au cours d'une crise de neurasthénie.

## Publications
Pamphlets publiés sous le pseudonyme de Ein Altoesterreicher  (« un vieil autrichien ») :
- Deutschland, Oesterreich, und Europa ;
- Oesterreich und das Nationalitätenrecht, Stuttgart, 1870 ;